# Гринвуд, Джоан
Джоан Гринвуд (англ. Joan Greenwood, 4 марта 1921 — 28 февраля 1987) — британская актриса.

## Биография
Джоан Гринвуд родилась в лондонском Челси. Актёрское мастерство она изучала в Королевской академии драматического искусства, после чего стартовала её долгая и насыщенная театральная карьера. Помимо многочисленных ролей на Вест-Энде актриса пару раз играла и на театральных сценах Бродвея. Гринвуд также исполнила несколько памятных ролей и на большом экране, включая кинокартины «Слабый пол» (1943), «Добрые сердца и короны» (1949), «Человек в белом костюме» (1951), «Как важно быть серьезным» (1952), «Очарованная сценой» (1958), «Таинственный остров» (1961) и «Том Джонс» (1963), роль в котором принесла ей номинацию на «Золотой глобус».
В 1960 году Джоан Гринвуд познакомилась с британским актёром Андре Мореллом, с которым у неё начался роман, завершившийся тайной помолвкой на Ямайке. У пары родился сын Джейсон, ставший как и родители актёром. Последней её ролью стала миссис Кленман в драме «Крошка Доррит», вышедшей на экране в 1988 году, спустя год после смерти актрисы от сердечного приступа в феврале 1987 года.
В 1995 году Джоан Гринвуд заняла 63 место в списке 100 самых сексуальных звезд в истории кино по версии журнала «Empire».

## Избранная фильмография
- 1963 — Том Джонс / Tom Jones
- 1961 — Таинственный остров / Mysterious Island
- 1958 — Очарованная сценой / Stage Struck
- 1955 — Мунфлит / Moonfleet
- 1954 — Месье Рипуа / Monsieur Ripois
- 1951 — Человек в белом костюме / The Man in the White Suit
- 1949 — Добрые сердца и короны / Kind Hearts and Coronets
- 1949 — Виски в изобилии / Whisky Galore!
- 1947 — Человек октября / The October Man
- 1947 — Человек внутри / The Man Within
- 1943 — Слабый пол / The Gentle Sex